# Bertram Hiese
Bertram Hiese (* 1960) ist ein deutscher Synchronsprecher und Schauspieler.

## Leben
Bertram Hiese wuchs in Norddeutschland auf. Nach seinem Schulabschluss absolvierte er eine professionelle Schauspielausbildung und Gesangsausbildung an einer Schauspielschule in Hamburg. Er ist seit Ende der 1980er-Jahre umfangreich als Synchronsprecher für Animationsfilme und Zeichentrickfilme wie beispielsweise für Werner – Beinhart!, Das Kleine Arschloch oder Dieter – Der Film. Er spricht auch Hörbücher und Computerspiele ein und lieh seine Stimme auch in Werbespots für die Telekom Deutschland, Rossmann, Deichmann SE, Renault, Obi, Maggi oder Ratiopharm.
Darüber hinaus ist Hiese in Deutschland auch durch seine langjährige Tätigkeit als Stimmenimitator bekannt geworden und imitierte dabei oftmals Persönlichkeiten wie Willy Brandt, Karl Lagerfeld, Angela Merkel, Dieter Bohlen, Stefan Raab, Rita Süssmuth, Klaus Maria Brandauer oder Udo Lindenberg.
In unregelmäßigen Abständen ist Hiese auch als Schauspieler vor der Kamera aktiv. Er wirkte dabei in Nebenrollen in Fernsehserien wie beispielsweise in Unter uns, Verbotene Liebe oder in Alles was zählt mit.
Hiese lebt in Hamburg. Neben seiner Muttersprache Deutsch spricht er auch fließend Englisch und Italienisch.

## Filmografie (Auswahl)
- 1998: Stubbe – Von Fall zu Fall (TV-Reihe)
- 2000: Die Pfefferkörner (Fernsehserie)
- 2002–2004: Verbotene Liebe (Fernsehserie, 27 Folgen)
- 2003: Adelheid und ihre Mörder (Fernsehserie)
- 2007: Unter uns (Fernsehserie)
- 2014: Alles was zählt (Fernsehserie)